# 발레리아 빌렐로

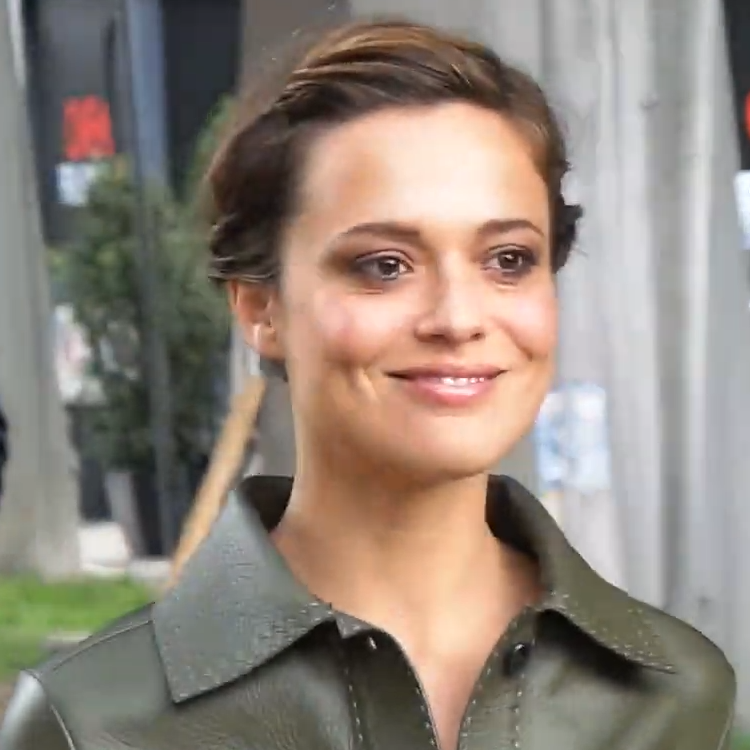

발레리아 빌렐로(Valeria Bilello, 1982년 5월 2일 ~ )는 이탈리아의 배우, TV 사회자, 모델, 연극 배우이다. 시아카에서 태어났다.

## 영화
- 포에버 유 (2019년)
- 이그노런스 이즈 블리스 (2017년)
- 모니터 (2015년)
- 우먼 드라이브 미 크레이지 (2013년)
- 원챈스 (2013년) - 알레산드라 역